# Timothy Duggan
Pour les articles homonymes, voir Duggan.
Timothy Duggan, né le 14 novembre 1982 à Boulder, est un coureur cycliste américain.

## Biographie
La carrière de Timothy Duggan débute avec la progression de l'équipe 5280/TIAA-CREF Development de Jonathan Vaughters, qu'il rejoint chez les amateurs en 2004. Cette année-là, l'équipe domine le championnat des États-Unis espoirs, que Duggan termine à la troisième place derrière deux de ses coéquipiers. En 2005, l'équipe devient continentale, courant principalement sur le continent américain. Duggan remporte alors une étape contre-la-montre du Tour de Porto Rico, qu'il termine quatrième, puis termine cinquième du Tour de Lleida, en Espagne, l'année suivante. 
En 2007, l'équipe obtient le statut continental professionnel. Au cours des deux années suivantes, Duggan court ses premières courses de niveau Pro Tour grâce aux invitations dont bénéficie son équipe. Il termine notamment troisième du championnat des États-Unis du contre-la-montre en 2007. La même année, il termine quatrième de l'Univest Grand Prix, et du Tour de Chihuahua au Mexique. 
En 2009, l'équipe, devenue Garmin-Slipstream, intègre le ProTour. Duggan court désormais régulièrement les courses les plus relevées du calendrier. En juin 2009, il termine notamment deuxième d'une étape du Critérium du Dauphiné libéré à Grenoble, derrière Stef Clement. L'année suivante, il est notamment victime d'une fracture de la clavicule lors de l'Amstel Gold Race.
En 2011, Duggan quitte Garmin pour Liquigas. Il termine septième du Tour de l'Utah derrière certains des coureurs par étapes les plus réputés.
Recruté en 2013 par Saxo-Tinkoff, il commence sa saison sur le Tour Down Under où il se fracture une clavicule ainsi qu'un tibia lors de la troisième étape. Une fois revenu à la compétition, Duggan ne parvient pas à retrouver son niveau et décide d'arrêter sa carrière en fin de saison.

## Palmarès
- 2003
  - 2e du championnat des États-Unis du contre-la-montre espoirs
- 2004
  - 2e du championnat des États-Unis du contre-la-montre espoirs
  - 3e du championnat des États-Unis sur route espoirs
- 2005
  - 1re étape du Tour de Porto Rico
- 2007
  - 3e du Tour of Elk Grove
  - 3e du championnat des États-Unis du contre-la-montre
- 2012
  -  Champion des États-Unis sur route

## Classements mondiaux
| Année                  | 2005 | 2006 | 2007 | 2008 | 2009 |
| ---------------------- | ---- | ---- | ---- | ---- | ---- |
| Calendrier mondial UCI |      |      |      |      | 210e |
| UCI America Tour       | 122e |      | 187e | 204e |      |
| UCI Europe Tour        |      | 897e |      |      |      |